# 普瓦圖的阿格尼絲
普瓦圖的阿格尼絲（法語：Agnès de Poitou，約1025年—1077年12月14日），神聖羅馬皇后，亞奎丹公爵威廉五世的女兒。

## 家庭
1043年，阿格尼絲與亨利三世結婚，兩人共有2子3女：
1. 阿德海德（英语：Adelaide II, Abbess of Quedlinburg）（1045年—1096年）
2. 瑪蒂爾德（英语：Matilda of Germany, Duchess of Swabia）（1048年—1060年），早逝
3. 亨利四世（1050年—1106年）
4. 康拉德（1052年—1055年），夭折
5. 茱蒂絲（英语：Judith of Swabia）（1054年—1105年）